# 博埃姆河
博埃姆河（法語：Boëme，法語發音：[bɔɛm]）是法国新阿基坦大区夏朗德省的河流，是夏朗德河的左支流，长23.1千米。